# مانابو فوجیتا
مانابو فوجیتا (انگلیسی: Manabu Fujita؛ زادهٔ ۲۲ مارس ۱۹۳۳) بازیکن بسکتبال اهل ژاپن بود.